# Лауреати Державної премії України в галузі освіти (2011)
Державна премія України в галузі освіти — лауреати 2011 року.
На підставі подання Комітету з Державної премії України в галузі освіти Президент України В. Ф. Янукович видав Указ № 960/2011 від 30 вересня 2011 року «Про присудження Державних премій України в галузі освіти 2011 року».
На 2011 рік розмір Державної премії України в галузі освіти склав 150 000 гривень кожна.
30 листопада 2012 року заступник директора Інституту інноваційних технологій і змісту освіти Міністерства освіти і науки, молоді та спорту України К. М. Левківський вручив нагрудні знаки і дипломи лауреатам 2011 року.
Один з лауреатів, А. Т. Слюсарчук, відомий як безпрецедентний приклад введення в оману шахраєм-псевдонауковцем владних структур, 14 листопада 2011 заарештований за звинуваченням у підробленні документів і шахрайстві. 16 листопада 2011 Галицький районний суд Львова обрав для Андрія Слюсарчука запобіжний захід у вигляді тримання під вартою на час слідства. 14 лютого 2014 Сихівський райсуд Львова засудив Слюсарчука до восьми років позбавлення волі.

## Лауреати Державної премії України в галузі освіти 2011 року
| Номінація: премійована робота | Лауреати                           | Коротко про лауреата |
| --- | ---------------------------------- | --- |
| дошкільна і позашкільна освіта: за цикл робіт «Комплект позашкільних освітньо-виховних програм з напряму „Євроосвіта“» | Гончар Неля Григорівна             | директор Дніпропетровського дитячо-юнацького центру міжнародного співробітництва Дніпропетровської обласної ради                                                                                                  |
| дошкільна і позашкільна освіта: за цикл робіт «Комплект позашкільних освітньо-виховних програм з напряму „Євроосвіта“» | Афанасьєв Олег Євгенович           | доцент Дніпропетровського національного університету імені Олеся Гончара, кандидат географічних наук |
| дошкільна і позашкільна освіта: за цикл робіт «Комплект позашкільних освітньо-виховних програм з напряму „Євроосвіта“» | Краснобрижний Володимир Вікторович | завідувач методичного кабінету Дніпропетровського дитячо-юнацького центру міжнародного співробітництва Дніпропетровської обласної ради                                                                            |
| дошкільна і позашкільна освіта: за цикл робіт «Комплект позашкільних освітньо-виховних програм з напряму „Євроосвіта“» | Паращук Ольга Вікторівна           | заступник директора з навчально-виховної роботи Дніпропетровського дитячо-юнацького центру міжнародного співробітництва Дніпропетровської обласної ради                                                           |
| загальна середня освіта: за цикл робіт «Нова початкова школа» | Савченко Олександра Яківна         | головний науковий співробітник Інституту педагогіки Національної академії педагогічних наук України, доктор педагогічних наук, професор, дійсний член Національної академії педагогічних наук України             |
| загальна середня освіта: за цикл робіт «Нова початкова школа» | Вашуленко Микола Самійлович        | головний науковий співробітник Інституту педагогіки Національної академії педагогічних наук України, доктор педагогічних наук, професор, дійсний член Національної академії педагогічних наук України             |
| загальна середня освіта: за цикл робіт «Нова початкова школа» | Хорошковська Ольга Назарівна       | завідувач лабораторії Інституту педагогіки Національної академії педагогічних наук України, доктор педагогічних наук, професор, почесний член Національної академії педагогічних наук України                     |
| загальна середня освіта: за цикл робіт «Нова початкова школа» | Бібік Надія Михайлівна             | головний науковий співробітник лабораторії Інституту педагогіки Національної академії педагогічних наук України, доктор педагогічних наук, професор, дійсний член Національної академії педагогічних наук України |
| загальна середня освіта: за цикл робіт «Нова початкова школа» | Коваль Ніна Степанівна             | старший науковий співробітник лабораторії Інституту педагогіки Національної академії педагогічних наук України, кандидат педагогічних наук, доцент                                                                |
| загальна середня освіта: за цикл робіт «Нова початкова школа» | Бойченко Тетяна Євгенівна          | проректор з наукової роботи Університету менеджменту освіти Національної академії педагогічних наук України, кандидат педагогічних наук, доцент                                                                   |
| професійно-технічна освіта: за створення відкритого регіонального практичного будівельного центру з впровадження новітніх технологій з опоряджувальних професій (штукатур, маляр, лицювальник, плиточник)                                                                   | Комаров Пантелей Іванович          | директор Кримського республіканського професійно-технічного навчального закладу «Феодосійське професійно-технічне будівельне училище»                                                                             |
| вища освіта: за цикл робіт «Створення науково-методичного обґрунтування та впровадження в навчальний процес інноваційних технологій навчання і виховання, що забезпечують значний внесок у розвиток інтеграції вітчизняної вищої освіти в європейський та світовий простір» | Мінаєв Олександр Анатолійович      | ректор Донецького національного технічного університету, доктор технічних наук, професор |
| вища освіта: за цикл робіт «Створення науково-методичного обґрунтування та впровадження в навчальний процес інноваційних технологій навчання і виховання, що забезпечують значний внесок у розвиток інтеграції вітчизняної вищої освіти в європейський та світовий простір» | Калашніков Віктор Іванович         | завідувач кафедри Донецького національного технічного університету, кандидат технічних наук, професор |
| вища освіта: за цикл робіт «Створення науково-методичного обґрунтування та впровадження в навчальний процес інноваційних технологій навчання і виховання, що забезпечують значний внесок у розвиток інтеграції вітчизняної вищої освіти в європейський та світовий простір» | Троянський Олександр Анатолійович  | перший проректор Донецького національного технічного університету, доктор технічних наук, професор |
| вища освіта: за цикл робіт «Створення науково-методичного обґрунтування та впровадження в навчальний процес інноваційних технологій навчання і виховання, що забезпечують значний внесок у розвиток інтеграції вітчизняної вищої освіти в європейський та світовий простір» | Навка Ілля Павлович                | проректор з науково-педагогічної роботи Донецького національного технічного університету, кандидат історичних наук, доцент                                                                                        |
| вища освіта: за цикл робіт «Створення науково-методичного обґрунтування та впровадження в навчальний процес інноваційних технологій навчання і виховання, що забезпечують значний внесок у розвиток інтеграції вітчизняної вищої освіти в європейський та світовий простір» | Клягін Геннадій Сергійович         | декан французького технічного факультету Донецького національного технічного університету, кандидат технічних наук, професор                                                                                      |
| вища освіта: за цикл робіт «Створення науково-методичного обґрунтування та впровадження в навчальний процес інноваційних технологій навчання і виховання, що забезпечують значний внесок у розвиток інтеграції вітчизняної вищої освіти в європейський та світовий простір» | Макєєв Олександр Юрійович          | професор кафедри Донецького національного технічного університету, кандидат технічних наук, старший науковий співробітник                                                                                         |
| наукові досягнення в галузі освіти: за цикл робіт «Комплекс освітніх інформаційних технологій подання, запам'ятовування та опрацювання надвеликих об'єктів інформації в процесі навчання»                                                                                   | Слюсарчук Андрій Тихонович         | професор кафедри «Інформаційні системи та мережі» Національного університет «Львівська політехніка», доктор медичних наук                                                                                         |
| наукові досягнення в галузі освіти: за цикл робіт «Комплекс освітніх інформаційних технологій подання, запам'ятовування та опрацювання надвеликих об'єктів інформації в процесі навчання»                                                                                   | Червоний Олександр Петрович        | молодший науковий співробітник Національного університету «Львівська політехніка» |